# Madaozi Shuiku
Madaozi Shuiku (kinesiska: 马道子水库) är en reservoar i Kina. Den ligger i provinsen Liaoning, i den nordöstra delen av landet, omkring 320 kilometer sydväst om provinshuvudstaden Shenyang. Madaozi Shuiku ligger 168 meter över havet. Arean är 0,62 kvadratkilometer. Trakten runt Madaozi Shuiku består i huvudsak av gräsmarker. Den sträcker sig 0,8 kilometer i nord-sydlig riktning, och 2,0 kilometer i öst-västlig riktning.
Genomsnittlig årsnederbörd är 888 millimeter. Den regnigaste månaden är juli, med i genomsnitt 228 mm nederbörd, och den torraste är januari, med 4 mm nederbörd.